# Cono (Weihbischof)
Cono, auch Kuno/Cuno oder Keno († im September 1366 in Altenberg) war Titularbischof von Megara und Zisterziensermönch. Er wirkte als Weihbischof im Bistum Cammin, im Bistum Hildesheim, im Erzbistum Köln und im Bistum Lüttich. 

## Leben
Seit 1324 wurde er als Weihbischof in Hildesheim erwähnt, 1326 in Köln, 1329 wieder in Hildesheim und 1337 in Lüttich.
Im Bistum Cammin trat er im Jahre 1335 in Erscheinung. Es sind zwei Urkunden überliefert, die Bischof Cono am 2. und 3. März 1335 im Kloster Dargun ausstellte. Dargun gehörte damals zum Bistum Cammin, Bischof war zu jener Zeit Friedrich von Eickstedt. Mit der ersten Urkunde beglaubigte Bischof Cono die Abschriften von zwei Urkunden, die die Verleihung von Gerichtsbarkeit an das Kloster betrafen. Mit der zweiten Urkunde bestätigte er, dass er den Kirchhof, den Kreuzgang und Altäre im Kloster Dargun geweiht hatte. Da Bischof Cono sich in den Urkunden als „frater Cono“ bezeichnete und das Kloster Dargun ein Zisterzienserkloster war, dürfte auch er Zisterzienser gewesen sein.
Das gleiche Bischofssiegel, das an einer dieser Urkunden überliefert ist, wurde in der Reliquiengruft des Hauptaltars des Güstrower Doms gefunden. Das spricht dafür, dass Bischof Cono im Jahre 1335 den nach Vollendung des Kirchenschiffs fertigen Güstrower Dom geweiht haben könnte.
Am 6. Juni 1339 widmete er eine Uhr der Zisterzienserabtei Altenberg.
Am 22. Januar 1342 wurde er in Egmond als „Cunone Margaritense Episcopo“ erwähnt. Am 18. März 1342 verließ er die Diözese Utrecht.
Seinen Lebensabend verbrachte er in der Abtei Altenberg, wo er im Jahre 1366 starb und beigesetzt wurde. 
Bischof Cono trat als „Magaricensis ecclesie episcopus“ auf. Dies dürfte auf das Bistum Megara in Griechenland zu beziehen sein. Der pommersche Landeshistoriker Martin Wehrmann bezog es demgegenüber auf das Bistum Makarska in Dalmatien (vgl. Liste der Bischöfe von Salona).